# Japonia na Zimowych Igrzyskach Olimpijskich 1976
Japonię na Zimowych Igrzyskach Olimpijskich 1976 reprezentowało 58 zawodników: 50 mężczyzn i osiem kobiet. Był to dziesiąty start reprezentacji Japonii na zimowych igrzyskach olimpijskich.

## Skład kadry

### Biathlon
Mężczyźni
| Zawodnik                                                  | Konkurencja         | czas biegu | Kary | Łączny czas | Pozycja |
| --------------------------------------------------------- | ------------------- | ---------- | ---- | ----------- | ------- |
| Hiroyuki Deguchi                                          | Bieg na 20 km       | 1:20:53,84 | 4:00 | 1:24:53,84  | 30.     |
| Manabu Suzuki                                             | Bieg na 20 km       | 1:19:35,79 | 7:00 | 1:26:35,79  | 38.     |
| Kazuo Sasakubo                                            | Bieg na 20 km       | 1:21:35,31 | 6:00 | 1:27:35,31  | 41.     |
| Isao Ono Hiroyuki Deguchi Manabu Suzuki Yoshiyuki Shirate | Sztafeta 4 × 7,5 km | 2:17:09,04 | 10   | 2:17:09,04  | 14.     |

### Biegi narciarskie
Mężczyźni
| Zawodnik         | Konkurencja   | czas       | Pozycja |
| ---------------- | ------------- | ---------- | ------- |
| Kiyoshi Hayasaka | Bieg na 15 km | 48:46,93   | 50.     |
| Ryoji Fujiki     | Bieg na 15 km | 49:40,48   | 58.     |
| Kiyoshi Hayasaka | Bieg na 30 km | 1:41:33,76 | 55.     |
| Ryoji Fujiki     | Bieg na 30 km | 1:42:59,25 | 57.     |

Kobiety
| Zawodnik     | Konkurencja   | czas     | Pozycja |
| ------------ | ------------- | -------- | ------- |
| Mikiko Terui | Bieg na 5 km  | 17:29,65 | 26.     |
| Mikiko Terui | Bieg na 10 km | 33:25,81 | 30.     |

### Bobsleje
Mężczyźni
| Osada  | Zawodnik                                               | Konkurencja | Ślizg 1 | Ślizg 2 | Ślizg 3 | Ślizg 4 | Łącznie | Pozycja |
| ------ | ------------------------------------------------------ | ----------- | ------- | ------- | ------- | ------- | ------- | ------- |
| JPN-II | Rikio Sato Kimihiro Shinada                            | Dwójki      | 58,52   | 58,30   | 58,55   | 58,35   | 3:53,72 | 22.     |
| JPN-I  | Susumu Esashika Kazumi Abe                             | Dwójki      | 58,69   | 59,07   | 59,12   | 59,18   | 3:56,06 | 24.     |
| JPN-I  | Susumu Esashika Kazumi Abe Rikio Sato Kimihiro Shinada | Czwórki     | 56,47   | 56,97   | 57,78   | 58,19   | 3:49,41 | 18.     |

### Hokej na lodzie
Reprezentacja mężczyzn
| - Toshimitsu Otsubo - Minoru Misawa - Hiroshi Hori - Iwao Nakayama - Hitoshi Nakamura - Kiyoshi Esashika - Takeshi Akiba - Koji Wakasa - Hideo Urabe |  | - Yoshiaki Kyoya - Minoru Ito - Takeshi Azuma - Sadaki Honma - Hideo Sakurai - Tsutomu Hanzawa - Osamu Wakabayashi - Yasushio Tanaka - Yoshio Hoshino |

W rundzie kwalifikacyjnej reprezentacja Japonii uległa drużynie Finlandii 2:11 i tym samym wzięła udział w rozgrywkach grupy B turnieju olimpijskiego, w której zajęła 3. miejsce. Ostatecznie reprezentacja Japonii zajęła 9. miejsce.

#### Runda kwalifikacyjna
| 4 lutego 1976 | Finlandia | 11:2 | Japonia |  |

|  |  |  |  |  |

### Grupa B
| Drużyna    | M | Mecze | Mecze | Mecze | Bramki | Bramki | Bramki | Pkt |
| Drużyna    | M | W     | R     | P     | +      | -      | +/-    | Pkt |
| ---------- | - | ----- | ----- | ----- | ------ | ------ | ------ | --- |
| Rumunia    | 5 | 4     | 0     | 1     | 23     | 15     | +8     | 8   |
| Austria    | 5 | 3     | 0     | 2     | 18     | 14     | +4     | 6   |
| Japonia    | 5 | 3     | 0     | 2     | 20     | 18     | +2     | 6   |
| Jugosławia | 5 | 3     | 0     | 2     | 22     | 19     | +3     | 6   |
| Szwajcaria | 5 | 2     | 0     | 3     | 24     | 22     | +2     | 4   |
| Bułgaria   | 5 | 0     | 0     | 5     | 19     | 38     | -19    | 0   |

Wyniki
| 5 lutego 1976 | Rumunia | 3:1 | Japonia |  |

|  |  |  |  |  |

| 7 lutego 1976 | Austria | 3:2 | Japonia |  |

|  |  |  |  |  |

| 9 lutego 1976 | Japonia | 6:4 | Szwajcaria |  |

|  |  |  |  |  |

| 11 lutego 1976 | Japonia | 4:3 | Jugosławia |  |

|  |  |  |  |  |

| 13 lutego 1976 | Japonia | 7:5 | Bułgaria |  |

|  |  |  |  |  |

### Kombinacja norweska
Mężczyźni
| Zawodnik      | Konkurencja   | Bieg narciarski | Bieg narciarski | Bieg narciarski | Skoki narciarskie | Skoki narciarskie | Skoki narciarskie | Skoki narciarskie | Skoki narciarskie | Skoki narciarskie | Skoki narciarskie | Skoki narciarskie | Łącznie | Pozycja |
| Zawodnik      | Konkurencja   | Czas biegu      | Pozycja         | Punkty          | Skok 1            | Nota              | Skok 2            | Nota              | Skok 3            | Nota              | Punkty            | Pozycja           | Łącznie | Pozycja |
| ------------- | ------------- | --------------- | --------------- | --------------- | ----------------- | ----------------- | ----------------- | ----------------- | ----------------- | ----------------- | ----------------- | ----------------- | ------- | ------- |
| Yuji Katsuro  | Indywidualnie | 54:15,75        | 29.             | 163,87          | 70,5              | 91,6              | 75,0              | 104,5             | 76,0              | 105,3             | 209,8             | 5.                | 373,67  | 21.     |
| Michio Kubota | Indywidualnie | 56:39,45        | 32.             | 142,31          | 69,0              | 93,7              | 74,0              | 98,4              | 74,5              | 97,9              | 196,3             | 15.               | 338,61  | 30.     |

### Łyżwiarstwo figurowe
| Zawodnik          | Konkurencja | Nota   | Pozycja |
| ----------------- | ----------- | ------ | ------- |
| Emi Watanabe      | Solistki    | 171,72 | 13.     |
| Minoru Sano       | Soliści     | 178,72 | 9.      |
| Mitsuru Matsumura | Soliści     | 172,48 | 11.     |

### Łyżwiarstwo szybkie
Mężczyźni
| Zawodnik          | Konkurencja   | Konkurencja   | Konkurencja    | Konkurencja    | Konkurencja    | Konkurencja    | Konkurencja    | Konkurencja    | Konkurencja      | Konkurencja      |
| Zawodnik          | Bieg na 500 m | Bieg na 500 m | Bieg na 1000 m | Bieg na 1000 m | Bieg na 1500 m | Bieg na 1500 m | Bieg na 5000 m | Bieg na 5000 m | Bieg na 10 000 m | Bieg na 10 000 m |
| Zawodnik          | Czas          | Miejsce       | Czas           | Miejsce        | Czas           | Miejsce        | Czas           | Miejsce        | Czas             | Miejsce          |
| ----------------- | ------------- | ------------- | -------------- | -------------- | -------------- | -------------- | -------------- | -------------- | ---------------- | ---------------- |
| Masaki Suzuki     | 40,22         | 11.           | 1:23,40        | 19.            |                |                |                |                |                  |                  |
| Norio Hirate      | 40,85         | 16.           | 1:29,42        | 30.            |                |                |                |                |                  |                  |
| Mikio Oyama       | 40,90         | 18.           | 1:25,91        | 24.            |                |                |                |                |                  |                  |
| Masahiko Yamamoto |               |               |                |                | 2:06,67        | 21.            | 8:06,97        | 22.            | 16:20,83         | 16.              |
| Masayuki Kawahara |               |               |                |                |                |                | 8:10,08        | 24.            |                  |                  |

Kobiety
| Zawodnik          | Konkurencja   | Konkurencja   | Konkurencja    | Konkurencja    | Konkurencja    | Konkurencja    | Konkurencja    | Konkurencja    |
| Zawodnik          | Bieg na 500 m | Bieg na 500 m | Bieg na 1000 m | Bieg na 1000 m | Bieg na 1500 m | Bieg na 1500 m | Bieg na 3000 m | Bieg na 3000 m |
| Zawodnik          | Czas          | Miejsce       | Czas           | Miejsce        | Czas           | Miejsce        | Czas           | Miejsce        |
| ----------------- | ------------- | ------------- | -------------- | -------------- | -------------- | -------------- | -------------- | -------------- |
| Makiko Nagaya     | 43,88         | 7.            | 1:31,23        | 9.             |                |                |                |                |
| Keiko Hasegawa    | 45,09         | 17.           | 1:35,42        | 24.            |                |                |                |                |
| Yuko Yaegashi-Ota |               |               | 1:33,99        | 20.            | 2:25,74        | 24.            | 4:58,92        | 19.            |
| Chieko Ito        |               |               |                |                | 2:25,27        | 22.            | 5:02,57        | 21.            |

### Narciarstwo alpejskie
Mężczyźni
| Zawodnik        | Konkurencja | Konkurencja | Konkurencja              | Konkurencja              | Konkurencja              | Konkurencja              | Konkurencja               | Konkurencja               | Konkurencja               | Konkurencja               |
| Zawodnik        | Zjazd       | Zjazd       | Slalom gigant            | Slalom gigant            | Slalom gigant            | Slalom gigant            | Slalom specjalny          | Slalom specjalny          | Slalom specjalny          | Slalom specjalny          |
| Zawodnik        | Czas        | Pozycja     | Czas 1. przejazdu        | Czas 2. przejazdu        | Czas łączny              | Pozycje                  | Czas 1. przejazdu         | Czas 2. przejazdu         | Czas łączny               | Pozycja                   |
| --------------- | ----------- | ----------- | ------------------------ | ------------------------ | ------------------------ | ------------------------ | ------------------------- | ------------------------- | ------------------------- | ------------------------- |
| Sumihiro Tomii  | 1:48,88     | 20.         | 1:53,92                  | 1:55,81                  | 3:49,73                  | 34.                      | 1:07,69                   | 1:10,98                   | 2:18,67                   | 29.                       |
| Masami Ichimura |             |             | Nie ukończył 1.przejazdu | Nie ukończył 1.przejazdu | Nie ukończył 1.przejazdu | Nie ukończył 1.przejazdu | 1:02,35                   | Nie ukończył 2. przejazdu | Nie ukończył 2. przejazdu | Nie ukończył 2. przejazdu |
| Haruhisa Chiba  |             |             | Dyskwalifikacja          | Nie ukończył konkurencji | Nie ukończył konkurencji | Nie ukończył konkurencji | Nie ukończył 1.przejazdu  | Nie ukończył 1.przejazdu  | Nie ukończył 1.przejazdu  | Nie ukończył 1.przejazdu  |
| Mikio Katagiri  | 1:50,03     | 27.         | 1:54,68                  | 1:58,05                  | 3:52,73                  | 37.                      | Nie ukończył 1. przejazdu | Nie ukończył 1. przejazdu | Nie ukończył 1. przejazdu | Nie ukończył 1. przejazdu |

### Saneczkarstwo
Mężczyźni
| Zawodnik                       | Konkurencja | Ślizg 1 | Ślizg 2 | Ślizg 3 | Ślizg 4 | Łącznie  | Pozycja |
| ------------------------------ | ----------- | ------- | ------- | ------- | ------- | -------- | ------- |
| Hidetoshi Sato                 | Jedynki     | 55,699  | 55,142  | 54,906  | 55,184  | 3:40,931 | 24.     |
| Kazuaki Ichikawa               | Jedynki     | 56,252  | 55,502  | 55,400  | 55,288  | 3:42,442 | 27.     |
| Kazuaki Ichikawa Masaaki Oyagi | Dwójki      | 45,176  | 45,407  |         |         | 1:30,583 | 18.     |

Kobiety
| Zawodnik      | Konkurencja | Ślizg 1 | Ślizg 2 | Ślizg 3 | Ślizg 4 | Łącznie  | Pozycja |
| ------------- | ----------- | ------- | ------- | ------- | ------- | -------- | ------- |
| Mieko Ogawa   | Jedynki     | 45,341  | 45,263  | 44,907  | 45,219  | 3:00,730 | 19.     |
| Teruko Yamada | Jedynki     | 45,482  | 45,155  | 44,943  | 45,228  | 3:00,808 | 20.     |

### Skoki narciarskie
Mężczyźni
| Konkurencja            | Skoczek         | Skok 1    | Skok 1 | Skok 2    | Skok 2 | Nota  | Pozycja |
| Konkurencja            | Skoczek         | odległość | Nota   | odległość | Nota   | Nota  | Pozycja |
| ---------------------- | --------------- | --------- | ------ | --------- | ------ | ----- | ------- |
| Skocznia normalna K-84 | Yukio Kasaya    | 78,0      | 114,1  | 76,0      | 109,9  | 224,0 | 16.     |
| Skocznia normalna K-84 | Hiroshi Itagaki | 76,0      | 109,4  | 76,5      | 111,7  | 221,1 | 20.     |
| Skocznia normalna K-84 | Takao Itō       | 75,0      | 106,8  | 75,5      | 107,1  | 213,9 | 24.     |
| Skocznia normalna K-84 | Koji Kakuta     | 74,5      | 104,5  | 76,0      | 105,9  | 210,4 | 29.     |
| Skocznia duża K-104    | Yukio Kasaya    | 86,0      | 95,9   | 86,0      | 96,4   | 192,3 | 17.     |
| Skocznia duża K-104    | Takao Itō       | 85,0      | 95,5   | 80,5      | 87,7   | 183,2 | 22.     |
| Skocznia duża K-104    | Minoru Wakasa   | 86,0      | 90,4   | 84,0      | 87,1   | 177,5 | 29.     |
| Skocznia duża K-104    | Hiroshi Itagaki | 86,0      | 95,4   | 77,0      | 79,8   | 175,2 | 33.     |